# Redmine
Redmine ist eine freie, webbasierte Projektmanagement-Software und Softwareentwicklungsplattform. Sie kann für Benutzer- und Projektverwaltung, Diskussionsforen, Wikis, zur Ticketverwaltung oder Dokumentenablage genutzt werden. Weltweit wird Redmine bei mehreren großen Projekten verwendet, unter anderem bei dem Issue-Tracking-System der Programmiersprache Ruby oder dem Entwicklerportal von TYPO3.
Das Konzept von Redmine wurde stark von Trac, einem ähnlichen Projektmanagementwerkzeug, beeinflusst. Redmine ist für mehrere Plattformen und Datenbanken sowie für mehr als 45 Sprachen verfügbar. Es ist in Ruby geschrieben und nutzt das Framework Ruby on Rails.

## Funktionen
Redmine bietet die folgenden Funktionen:
Projektplanung und -management
Redmine ist ein vollständiges Projektplanungs- und Managementwerkzeug. Es ermöglicht die Planung eines Projektes bis auf die Ebene der einzelnen Aufgaben. Plugins für die Unterstützung unterschiedlicher Projektvorgangsweisen existieren. Basierend auf den Issues können automatisch Gantt-Diagramme, Projekt- und Terminkalender, Zeitberichte (pro Benutzer, Aktivität, Issue-Typ und -Kategorie) erstellt werden.
Issue-Tracking-System
Das eingebaute Issue-Tracking-System basiert auf frei wählbaren Status- und Issue-Typen. Der Workflow der Issues kann für jeden Issue-Typ und Rolle beliebig konfiguriert werden.
Wiki und Diskussionsforum
Das in Redmine enthaltene Wiki dient zur Bereitstellung von Projektwikis und Diskussionsforen. Das Wiki basiert auf der vereinfachten Auszeichnungssprache Textile, die auch in Tickets genutzt werden kann.
Repository und Zugriff auf Versionsverwaltungssysteme
Das eingebaute Repository dient der Verwaltung und Versionierung von Dokumenten und Dateien. Darüber hinaus ermöglicht Redmine den Zugriff auf je Projekt unterschiedliche Versionsverwaltungssysteme, um Versionsstände anzuschauen bzw. vergleichen zu können. Die folgenden Versionsverwaltungssysteme werden unterstützt: Apache Subversion, CVS, Mercurial, Bazaar und Git.
Mandantenfähigkeit
Innerhalb einer Redmine-Installation kann eine beliebige Anzahl an Projekten, Subprojekten und Benutzern verwaltet werden. Pro Projekt können Benutzer verschiedene Berechtigungen und Rollen haben. Rollen, Berechtigungen und Workflows können frei definiert werden. Projektmodule (Wiki, Repository, Issue-Tracking-System, …) können pro Projekt freigeschaltet werden. Abhängige Projekte können als Subprojekte verwaltet werden. Projekte, Benutzer, Tickets etc. können durch frei konfigurierbare und danach such- oder filterbare Felder ergänzt werden.
Berechtigungssystem
Das Berechtigungssystem von Redmine ist rollenbasiert und frei konfigurierbar. Es ermöglicht Single Sign-on über LDAP Authentifizierung gegenüber mehreren LDAP-Instanzen. Benutzeraccounts können automatisch vergeben werden, Benutzer können sich aber auch optional selbständig registrieren.
News und Benachrichtigungssystem
Auf Projekt- oder Benutzerebene können Nachrichten erstellt, anderen Benutzern präsentiert und per Feed oder Mail verteilt werden. Automatische Nachrichten wie Projektaktivitäten, Änderungen, News, Aufgaben und deren Abarbeitungen können generiert werden.
Persistierung
Redmine speichert seine Daten in einer Datenbank. Die folgenden Datenbanksysteme werden dabei unterstützt: MySQL, PostgreSQL, Microsoft SQL Server, SQLite.
Themes
Das Aussehen von Redmine kann mittels Themes (auch Skins oder Designs genannt) fast beliebig verändert werden.
Es existieren diverse Android-Apps, welche über die offizielle REST-API von Redmine auf Funktionen von Redmine-Instanzen zugreifen. Auch für iOS sind Apps verfügbar.